# Menino do Gueto de Varsóvia

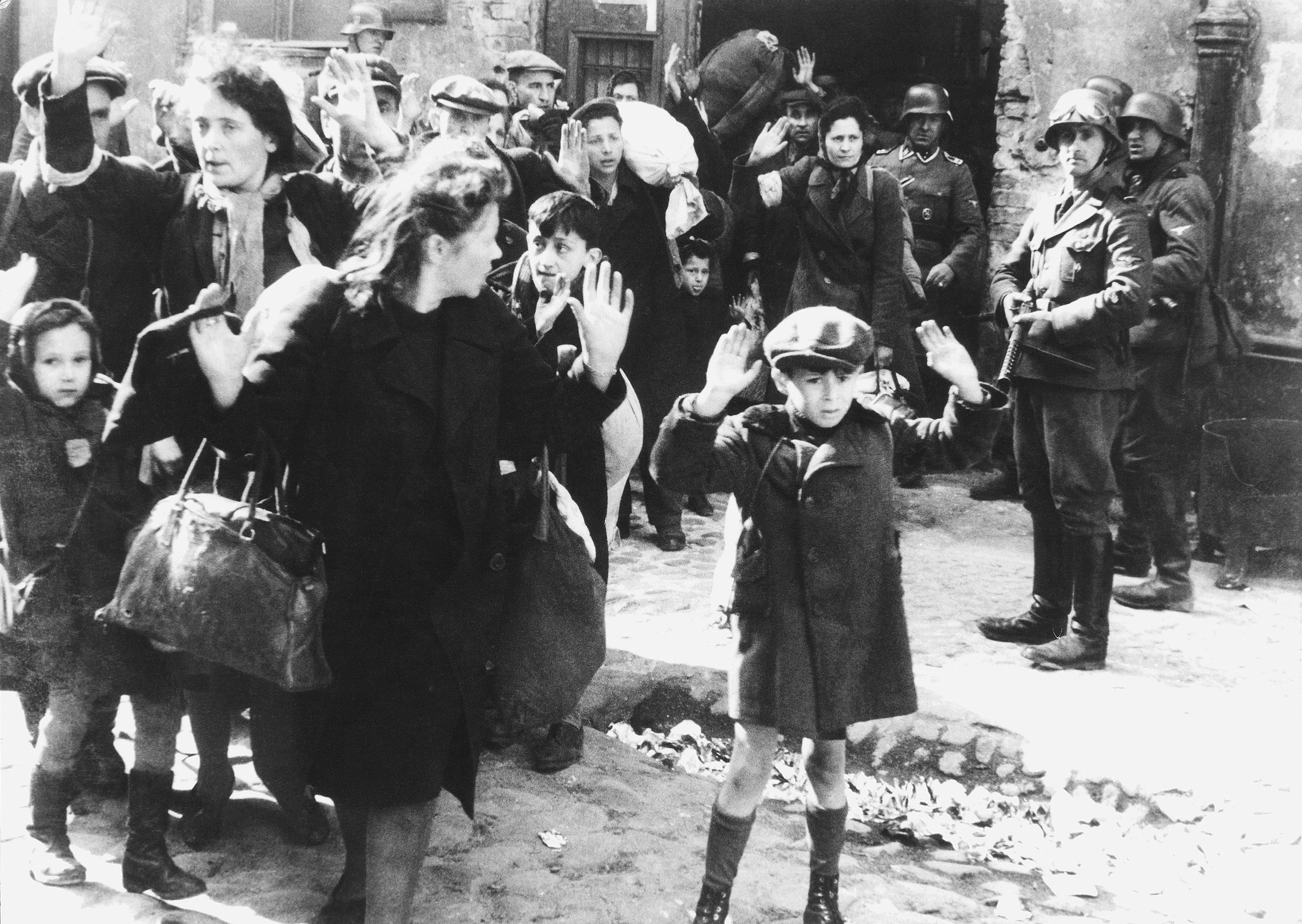
O menino, na frente, com as mãos para cima, enquanto é intimidado pelo soldado Josef Blösche, com uma submetralhadora, ao fundo.

Na fotografia mais conhecida registrada durante a revolta do Gueto de Varsóvia, em 1943, um menino está com as mãos sobre a cabeça enquanto o SS-Rottenführer Josef Blösche aponta uma submetralhadora em sua direção. 
O menino, e outros, se esconderam em um búnquer durante a liquidação final do gueto, mas foram capturados e expulsos pelas tropas alemãs. Depois que a foto foi tirada, todos os judeus que nela aparecem foram levados para Umschlagplatz, e deportados para o campo de extermínio de Majdanek ou Treblinka. A localização exata e o fotógrafo não são conhecidos, e Blösche é a única pessoa na cena que pode ser identificada com certeza. A imagem é uma das fotos mais icônicas do Holocausto, e o menino passou a representar as crianças no Holocausto assim como todas as vítimas judias.

## Antecedentes
Antes da guerra, cerca de 380.000 judeus viviam em Varsóvia, capital da Polônia, sendo cerca de um quarto da população. Após a invasão alemã, em setembro de 1939, os judeus passaram a estar sujeitos a leis anti-judaicas. Em 1941, eles foram forçados a se mudar para o Gueto de Varsóvia, que continha cerca de 460.000 pessoas em apenas 2,4% da área da cidade. A ração alimentar diária, oficial, era de apenas 180 calorias por pessoa. Mesmo correndo o risco de ser punido com a morte por estar no lado "ariano" da cidade, alguns judeus se arriscavam para conseguir produtos contrabandeados.
Em meados de 1942, a maioria dos judeus do gueto de Varsóvia foi deportada para o campo de extermínio de Treblinka. Em janeiro de 1943, quando os alemães retomaram as deportações, a Organização Judaica de Combate recorreu a resistência armada. Judeus começaram a cavar búnqueres e a contrabandear armas para o gueto. Em 19 de abril de 1943, cerca de 2.000 soldados, sob o comando da SS e do líder da polícia Jürgen Stroop, entraram no gueto com tanques a fim de liquidar o gueto. Eles esperavam derrotar rapidamente os rebeldes judeus mal armados, mas em vez disso, a revolta do gueto de Varsóvia, o maior ato de resistência judaica contra o Holocausto, se arrastou por quatro semanas. Os alemães tiveram que incendiar o gueto, bombear gás venenoso para búnqueres, e forçar a saída dos judeus de suas posições, a fim de enviá-los para os Umschlagplatz e, em seguida, deportá-los para Majdanek e Treblinka. De acordo com o Museu Memorial do Holocausto dos Estados Unidos, "sua luta, aparentemente sem esperança... tornou-se uma das ocorrências mais significativas na história do povo judeu".

### Relatório Stroop
Durante a supressão da revolta, Stroop enviou comunicados diários ao Líder da SS Friedrich-Wilhelm Krüger, em Cracóvia. A Empresa de Propaganda 689, e Franz Konrad, tiraram fotos para documentar os eventos. Foram compilados fotografias e comunicados selecionados, juntamente com um resumo das ações alemãs, para a confecção do Relatório Stroop, uma lembrança pessoal enviada a Heinrich Himmler. O relatório tinha a intenção de promover a eficiência de Stroop como comandante, e desculpar sua falha em limpar o gueto rapidamente. Mais de 7.000 judeus foram baleados durante a revolta, a grande maioria não combatentes.
O título original do relatório era O Bairro Judeu de Varsóvia não é Mais! (em alemão: Es gibt keinen jüdischen Wohnbezirk em Warschau mehr!). Refletindo a propaganda nazista, o relatório desumanizou os judeus, descrevendo-os como " bandidos ", "piolhos", ou "ratos", e sua deportação e assassinato como uma "ação de limpeza". Em vez de serem mortos ou assassinados, os judeus foram "destruídos". Três cópias do relatório foram feitas, e entregues para Himmler, Krüger e Stroop.
Uma cópia do Relatório Stroop esta sob os cuidados do Instituto de Memória Nacional (IPN), em Varsóvia. Outra cópia foi inserida como evidência nos Julgamentos de Nuremberg, embora a fotografia não tenha sido mostrada ao tribunal. Essa cópia é mantida pela Administração Nacional de Arquivos e Registros dos Estados Unidos (NARA).

## Fotografia
A fotografia "Menino do Gueto de Varsóvia" foi tirada durante a revolta do gueto de Varsóvia (entre 19 de abril e 16 de maio). Uma discussão no fórum da Internet sobre a Associação "Marki Commuter Railway" para Defender os Remanescentes de Varsóvia, identificou, com ressalvas, o local como Nowolipie 34 pelas semelhanças nos detalhes arquitetônicos, especialmente as calhas. Essas afirmações são discutidas em um livro polones de 2018, Teraz '43 (em português: Agora '43), de Magdalena Kicińska e Marcin Dziedzic. O fotógrafo era Franz Konrad, membro da Propaganda Company 689. Albert Cusian, Erhard Josef Knoblach e Arthur Grimm também serviram como fotógrafos na Propaganda Company 689; Cusian podoria já ter afirmado ter feito a foto. Em julgamento na Polônia, Konrad alegou ter tirado fotos durante a revolta apenas para que ele pudesse reclamar da brutalidade de Stroop para Adolf Hitler. O tribunal não aceitou essa alegação. Condenado por assassinar pessoalmente sete judeus, e deportar milhares de outros para campos de extermínio, Konrad foi condenado à morte e executado em 1952.
A fotografia mostra um grupo de judeus com homens, mulheres e crianças que foram forçados a sair de um búnquer por soldados alemães armados. A legenda original era "Retirada à força dos búnqueres" (em alemão:  Mit Gewalt aus Bunkern hervorgeholt). A maioria dos judeus estão usando roupas esfarrapadas e têm poucos bens pessoais. Depois de serem removidos do búnquer, eles foram levados para um Umschlagplatz, e posteriormente deportados para um campo de extermínio.
No centro da imagem está um menino usando um boné de jornaleiro e meias na altura do joelho, que aparenta seis ou sete anos de idade. Ele levanta as mãos para cima, num gesto de rendição, enquanto o SS-Rottenführer Josef Blösche segura uma submetralhadora apontando para sua direção. A fotografia contém muitos opostos; como Richard Raskin disse: "SS vs. Judeus, perpetradores vs. vítimas, militares vs. civis, poder vs. desamparo, mãos ameaçadoras em armas vs. mãos vazias levantadas em rendição, capacetes de aço vs. cabeça nua ou bonés macios, presunção vs. medo, segurança vs. destruição, homens vs. mulheres e crianças". De acordo com Frédéric Rousseau, Stroop provavelmente optou por incluir a fotografia no relatório porque mostrou sua capacidade de superar a moral judaico-cristã e atacar mulheres e crianças inocentes.

## Identificação

### O garoto
Há vários indivíduos que foram apontados como o menino na foto, mas sua identidade ainda não está clara. Todas as histórias dos reclamantes propostos são inconsistentes com os fatos conhecidos sobre a fotografia. O menino provavelmente tinha menos de dez anos, porque ele não estava usando uma estrela de David. O Dr. Lucjan Dobroszycki, um historiador do Instituto Yivo de Pesquisa Judaica que estudou a fotografia, afirmou que esta "fotografia, do evento mais dramático do Holocausto, requer um maior nível de responsabilidade dos historiadores do que quase qualquer outra... é muito sagrada para deixar as pessoas fazerem com ela o que elas quiserem."
- Artur Dąb Siemiątek, nascido em Łowicz em 1935, foi o primeiro a ser indicado como o menino da foto, em 1950. Siemiątek era de uma família discreta e seu pai era um membro do Judenrat no Gueto Łowicz, liquidado em 1941. Jadwiga Piesecka, prima de Siemiątek e residente de Varsóvia, e seu marido, fugiram para a União Soviética em setembro de 1939. Eles sobreviveram ao Holocausto e assinaram declarações de que Siemiątek era o menino na foto, na década de 1970.[5][11]
- Em 1999, um homem de 95 anos chamado Avrahim Zelinwarger, disse à Ghetto Fighters House, em Israel, que o menino na foto era seu filho, Levi Zeilinwarger, nascido em 1932. Avrahim fugiu para a União Soviética em 1940, mas acredita-se que sua mulher Channa (que seria a mulher na fotografia), filho e filha foram todos mortos durante o Holocausto. Richard Raskin pessoalmente duvidou da alegação de Zelinwarger, por causa da falta de semelhança entre Levi e o menino na fotografia.[5][11]
- Em 1978, Israel Rondel disse ao jornal Jewish Chronicle que ele era o menino na fotografia, mas, porque ele disse que a fotografia foi tirada em 1941, e outros detalhes que não correspondem aos fatos conhecidos, sua alegação foi rejeitada.[11][16][19]
- Tsvi Chaim Nussbaum (1936–2012)[20] nasceu em Tel Aviv, mas sua família retornou à Polônia antes da guerra. Ele vivia escondido no lado "ariano" de Varsóvia. Como ele e sua família tinham vistos palestinos válidos, eles caíram na armadilha do Hotel Polski, na qual os alemães prometeram passagem segura para fora da Europa ocupada. Libertado pelas tropas americanas no campo de concentração de Bergen-Belsen, em 1945, Nussbaum afirmou, em 1982, que havia sido preso em frente ao Hotel Polski, em 13 de julho de 1943 e forçado a levantar os braços como descrito. Embora algumas organizações judaicas tenham aceitado acriticamente essa afirmação na época em que foi feita, não é possível que Nussbaum fosse o menino na foto.[5][17][18] O próprio Nussbaum nunca alegou ter certeza sobre a identificação, dizendo: "Eu acho que sou eu, mas eu não posso jurar honestamente sobre isso. Um milhão e meio de crianças judias foram instruídas a levantar as mãos".[11][17] Dobroszycki apontou as discrepâncias entre a afirmação de Nussbaum e o que se sabe sobre a fotografia. Acredita-se que todas as imagens do Relatório Stroop foram tiradas dentro do gueto de Varsóvia, enquanto o Hotel Polski não está no gueto. Os assaltos ao Hotel Polski ocorreram em um pátio, enquanto a fotografia retrata uma rua. A maioria dos judeus na fotografia está usando roupas pesadas, o que sugere que a fotografia não foi tirada em julho; eles estão usando braçadeiras que eles não teriam usado enquanto se escondiam no lado "ariano" da cidade. Os alemães estão usando uniformes de combate que não precisariam na tomada do Hotel Polski. Além disso, Nussbaum foi preso mais de um mês depois que o Relatório Stroop foi entregue a Himmler.[17][18][21] Uma comparação com a fotografia de Nussbaum de 1945 pelo antropólogo forense K. R. Burns, da Universidade da Geórgia, revelou que Nussbaum tinha os lóbulos da orelha descolados, ao contrário do menino da fotografia.[11]

### Outros indivíduos
A mulher que saía do prédio logo atrás do menino era Gołda Stawarowska, de acordo com a neta de Stawarowska, Golda Shulkes. O menino com o saco branco sobre o ombro foi identificado como Ahron Leizer (Leo) Kartuziński (ou Kartuzinsky), de Gdańsk, por sua irmã, Hana Ichengrin. A mesma pessoa também foi identificada como Harry-Haim Nieschawer. A sobrevivente do Holocausto a polonesa-americana Esther Grosband-Lamet disse que a menina era sua sobrinha Channa (Hanka) Lamet (ou Hannah Lemet) (1937-1943), que foi assassinada em Majdanek. A mulher usando o cachecol seria a mãe de Hanka, Matylda Goldfinger-Lamet ou Mathylda Lamet Goldfinger, casada com Mosze Lamet; a família era de Varsóvia.

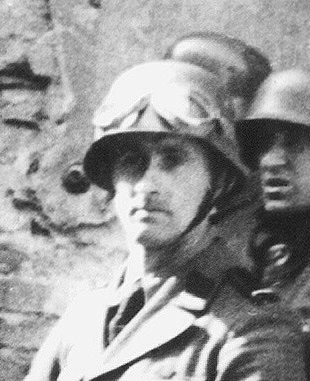
Blösche na fotografia

A única identificação que é certa é a do Rottenführer Josef Blösche, o homem das SS apontando a submetralhadora MP 28 para o garoto. Blösche nasceu na Sudetenland, em 1912, e serviu no Einsatzgruppen, e ele foi um policial que combateu no Gueto de Varsóvia durante a revolta. Marek Edelman testemunhou que Blösche assassinou judeus como parte de sua "rotina diária", e ele era conhecido por ter cometido violência contra crianças e mulheres grávidas. Devido à sua performance durante a supressão da revolta do Gueto de Varsóvia, Blösche foi premiado com a Cruz de Mérito de Guerra. Blösche aparece em várias das fotografias no Relatório Stroop. Durante seu julgamento na, Alemanha Oriental, as fotografias foram usadas como prova circunstancial para a acusação. Ele foi condenado a morte pelo assassinato de pelo menos 2.000 pessoas, e executado em 1969. Da fotografia, Blösche afirmou:
A foto me mostra, como membro do escritório da Gestapo no gueto de Varsóvia, juntamente com um grupo de membros das SS, expulsando um grande número de cidadãos judeus de uma casa. O grupo de cidadãos judeus é composto predominantemente por crianças, mulheres e idosos, expulsos de uma casa por uma porta de entrada, com os braços levantados. Os cidadãos judeus foram então levados para o chamado Umschlagplatz, de onde foram transportados para o campo de extermínio Treblinka.

Durante o julgamento, o juiz perguntou a Blösche sobre os eventos retratados na infame fotografia: 
Juiz: "Você estava com uma submetralhadora... contra um menino que você extraiu de um prédio com as mãos levantadas. Como esses habitantes reagiram nesses momentos?"
Blösche: "Eles estavam em tremendo pavor."
Juiz: "Isso reflete bem naquele menino. O que você achou?

Blösche: "Nós testemunhamos cenas como essas diariamente. Nós não poderíamos sequer pensar.

## Legado

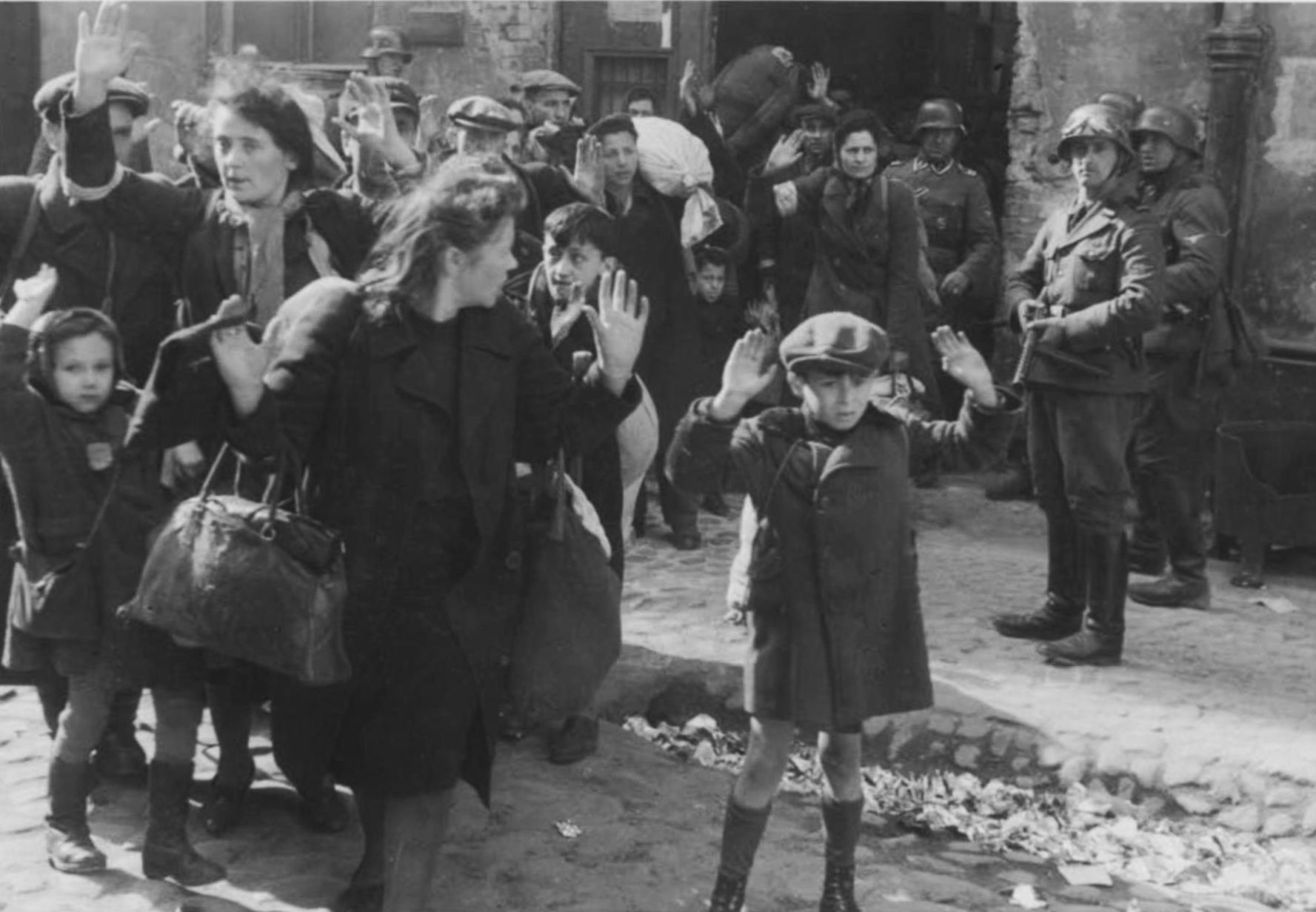
A fotografia

O The New York Times publicou a imagem em 26 de dezembro de 1945, juntamente com outras do Relatório Stroop, que havia sido inserida como evidência no Julgamento de Nuremberg. Em 27 de dezembro, reimprimiu a fotografia, afirmando:
Os mais sortudos dos habitantes do gueto morreram em batalha, levando alguns alemães com eles. Mas nem todos tiveram esta sorte. Havia um garotinho, talvez de 10 anos. Uma mulher, olhando para trás sobre o ombro para os super-homens com seus rifles, pode ter sido a mãe deste menino. Havia uma garotinha com um rosto pálido e doce. Havia um velho cabeça-dura. Eles saíram para as ruas, as crianças com as mãozinhas levantadas em imitação de seus anciãos, pois os super-homens não se importavam em matar crianças.
A fotografia não era muito conhecida até a década de 1970, talvez porque a maioria dos países preferiu celebrar a resistência ao nazismo ao ínves das vítimas anônimas. Em 1969, a foto apareceu na capa da edição inglesa da obra de Gerhard Schoenberner, A Estrela Amarela. Em 2016, a revista Time listou-a como uma das 100 fotografias mais influentes de todos os tempos, afirmando que ela teve um "impacto probatório" superior ao de muitas outras "imagens causticantes" produzidas durante o Holocausto; a criança "veio representar o rosto dos 6 milhões de judeus indefesos mortos pelos nazistas". Vários livros foram escritos sobre a fotografia, incluindo A Child at Gunpoint: A Case Study in the Life of a Photo, de Richard Raskin; The Boy: A Holocaust Story, de Dan Porate; L'Enfant juif de Varsovie. Histoire d'une photographie, de Frédéric Rousseau.
A fotografia é percebida de forma bem diferente pelo homem da SS que a registrou, e outros observadores; nas palavras de Raskin, "um grupo de homens viu naquela fotografia soldados heroicos lutando contra a escória da humanidade, enquanto a grande maioria da humanidade vê aqui a grosseira desumanidade do homem". De acordo com Eva Fogelman, a fotografia promoveu o mito de que os judeus foram passivamente "como ovelhas para o abate".
A imagem tem sido usada em algumas obras de arte controversas, que justapõem a revolta do Gueto de Varsóvia com a Segunda Intifada em Gaza, que alguns argumentam ser equivalente à banalização do Holocausto. Em O Legado das Crianças Abusadas: da Polônia à Palestina, obra do artista britânico-israelense Alan Schechner, uma câmera faz uma tomada fechando no menino da foto, que está segurando uma outra foto diferente, de uma criança em Gaza sendo transportada por soldados das Forças de Defesa de Israel. Schechner afirmou que não pretendia comparar o Holocausto com o conflito israelo-palestino, mas apenas ilustrar o sofrimento das crianças por causa do ciclo de violência, no qual o trauma faz com que as vítimas se tornem agressores.
Uma abordagem diferente foi usada por Norman Finkelstein em um ensaio fotográfico intitulado "Deutschland über alles", também justapondo a fotografia de Varsóvia com imagens do sofrimento palestino. A legenda dizia: "os netos dos sobreviventes do Holocausto estão fazendo aos palestinos exatamente o que foi feito a eles pela Alemanha nazista".
O sobrevivente e artista do Holocausto Samuel Bak criou uma série de mais de cem pinturas inspiradas na fotografia, bem como por suas próprias experiências e a memória de um amigo de infância perdido. Nessas obras, os braços estendidos do menino são frequentemente retratados com um tema de crucificação, ou com o menino visto como parte de um monumento imaginado.
Tanto o NARA quanto o IPN descrevem a imagem como no domínio público. No entanto, na década de 1990, a Corbis Corporation adquiriu a fotografia do Bettmann Archive, e licenciou três versões dela, cobrando taxas comerciais por seu uso. A partir de 2018, o Getty Images, que adquiriu os direitos de licença da Corbis em 2016, passou a oferecê-lo para venda, fornecendo uma cópia dela com uma marca d'água de reivindicação de direitos autorais como uma amostra.